# Aspidoscelis sexlineata
Espèce
Synonymes
- Lacerta sexlineata Linnaeus, 1766
- Cnemidophorus sexlineatus (Linnaeus, 1766)
- Cnemidophorus sexlineatus viridis Lowe, 1966
- Cnemidophorus sexlineatus stephensae Trauth, 1992

Statut de conservation UICN

 LC  : Préoccupation mineure
Aspidoscelis sexlineata est une espèce de sauriens de la famille des Teiidae.

## Répartition
Cette espèce se rencontre :
- aux États-Unis dans le Texas, dans l'Est du Nouveau-Mexique, dans l'Est du Colorado, dans le Sud-Est du Wyoming, dans le Sud du Dakota du Sud, dans le Nebraska, dans le Kansas, dans l'Oklahoma, dans le Missouri, dans l'Arkansas, en Louisiane, dans le Mississippi, dans l'Alabama, en Géorgie, en Floride, en Caroline du Sud, en Caroline du Nord, dans le Tennessee, dans l'Ouest du Kentucky, en Virginie, dans le Maryland, dans l'Illinois, dans l'est de l'Iowa, dans le Sud-Ouest du Wisconsin, dans le Michigan et dans le Sud-Est du Minnesota ;

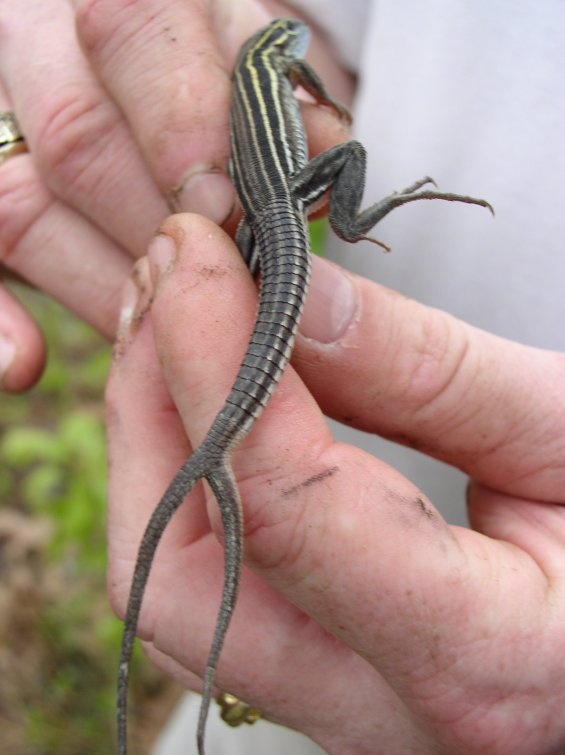

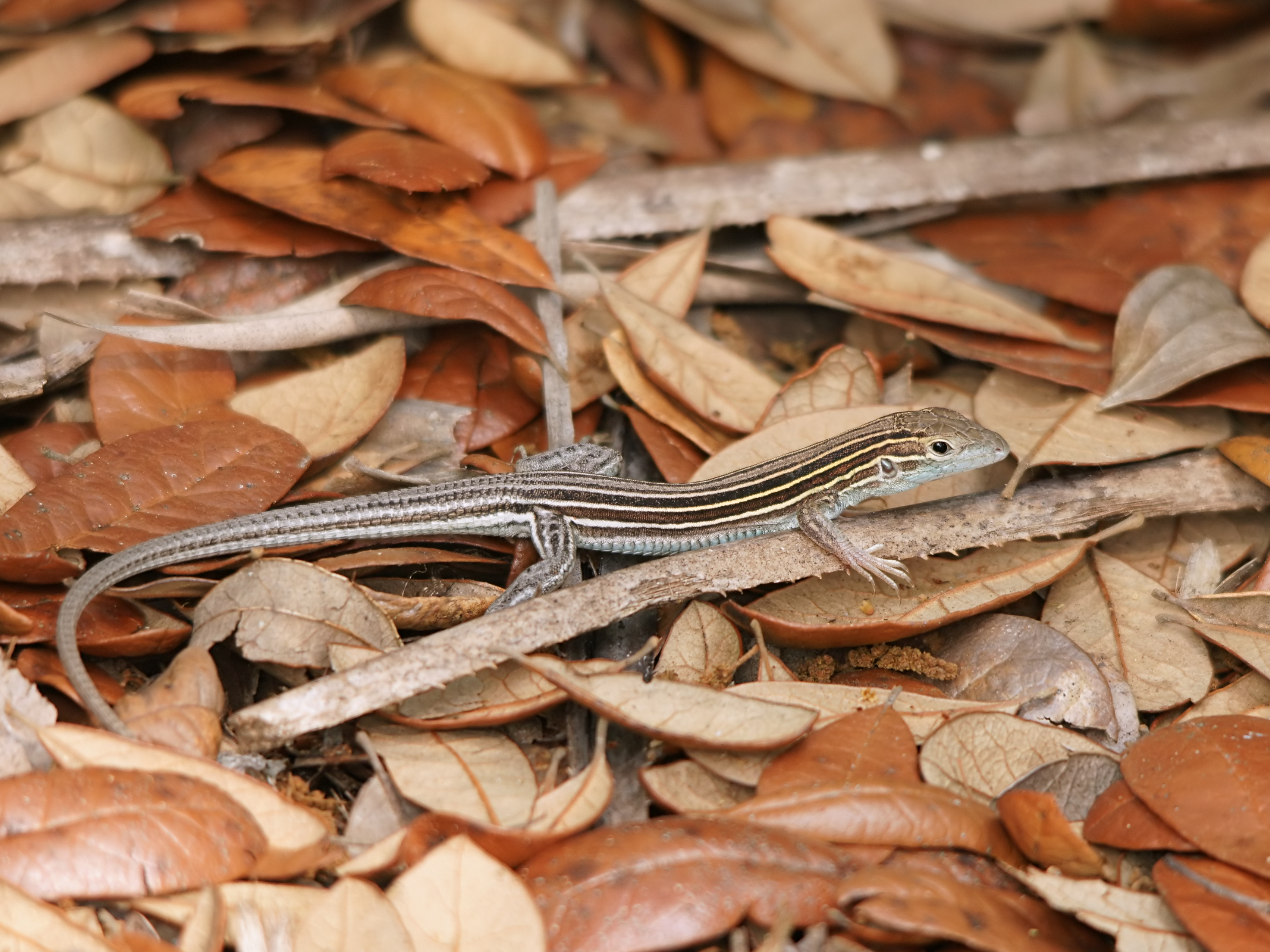

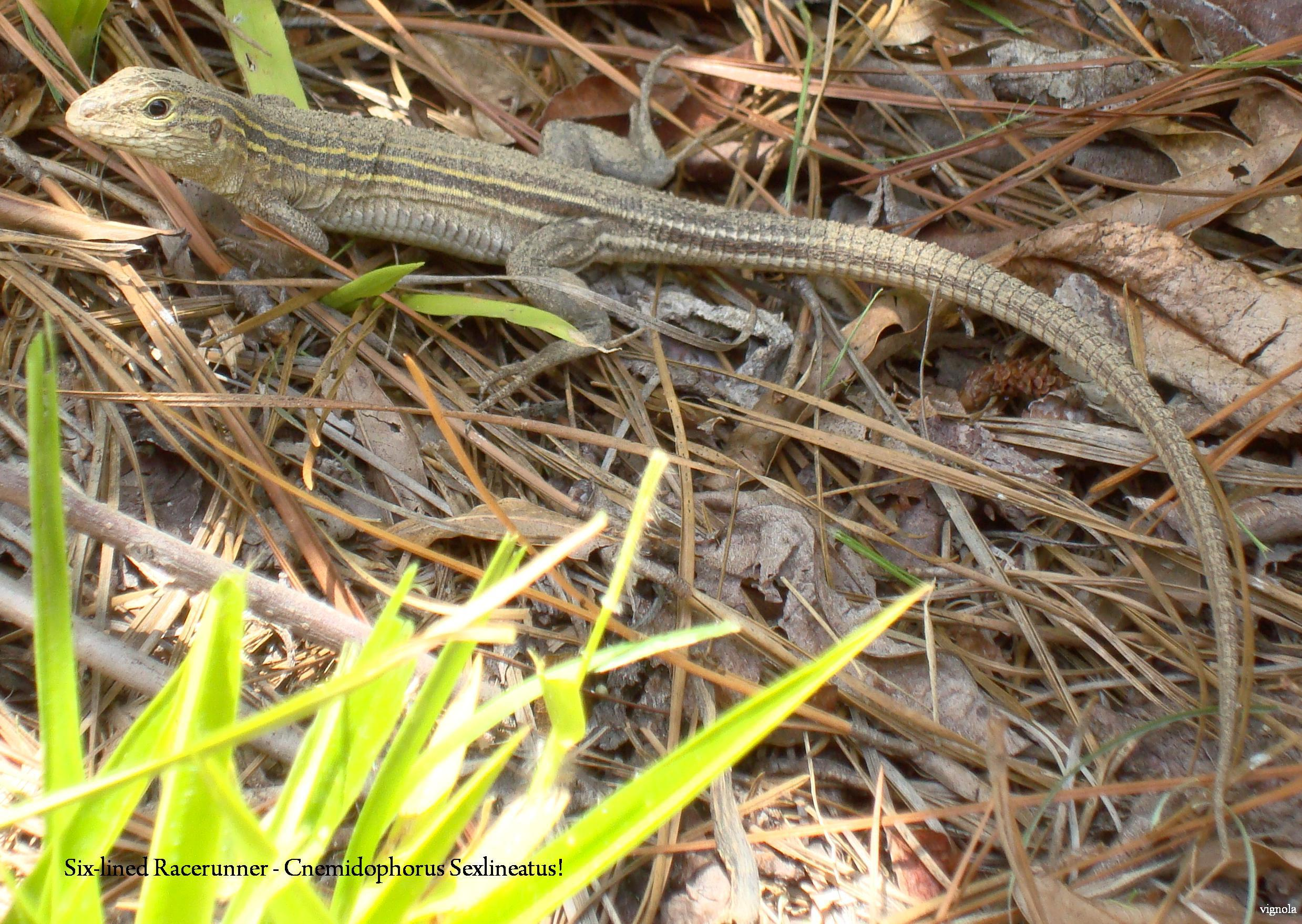

- au Mexique dans le Tamaulipas.

## Sous-espèces
Selon The Reptile Database (11 mai 2012) :
- Aspidoscelis sexlineata sexlineata (Linnaeus, 1766)
- Aspidoscelis sexlineata stephensae (Trauth, 1992)
- Aspidoscelis sexlineata viridis (Lowe, 1966)

## Publications originales
- Linnaeus, 1766 : Systema naturæ per regna tria naturæ, secundum classes, ordines, genera, species, cum characteribus, differentiis, synonymis, locis. Tomus I. Editio duodecima, reformata. Laurentii Salvii, Stockholm, Holmiae, p. 1-532.
- Trauth, 1992 : A new subspecies of six-lined racerunner, Cnemidophorus sexlineatus (Sauria: Teiidae), from southern Texas. Texas Journal of Science, vol. 44, n. 4, p. 437-443 (texte intégral).
- Lowe, 1966 : The prairie lined racerunner. Journal of the Arizona Academy of Science, vol. 4, n. 1, p. 44-45.